# Ryszard Kalinowski
Ryszard Kalinowski (ur. 21 grudnia 1952 w Elblągu) – działacz NSZZ Solidarność, przedsiębiorca.

## Życiorys
W 1980 pracował w Elbląskim Przedsiębiorstwie Budownictwa Przemysłowego. W sierpniu 1980 uczestniczył w strajku solidarnościowym. Od 18 sierpnia był członkiem, a od 21 sierpnia przewodniczącym Międzyzakładowego Komitetu Strajkowego w Elblągu i delegatem do Międzyzakładowego Komitetu Strajkowego w Gdańsku. 1 września 1980 został przewodniczącym Międzyzakładowego Komitetu Założycielskiego „Solidarności” w Elblągu, był także członkiem Krajowej Komisji Porozumiewawczej NSZZ „Solidarność” od chwili jej powstania w dniu 17 września 1980, jej wiceprzewodniczącym, a od lutego 1981 członkiem powstałego wówczas prezydium. Odpowiadał w KKP za kontakty zagraniczne. Uczestniczył w wielu delegacjach zagranicznych „Solidarności”. W czerwcu 1981 zrezygnował z kandydowania do Zarządu Regionu Elbląskiego „Solidarności”. Był delegatem na I Zjazd Krajowy „Solidarności”, ale nie wszedł w skład nowo wybranej Komisji Krajowej.
Został internowany 13 grudnia 1981 w ośrodku odosobnienia w Iławie, zwolniono go w kwietniu 1982. Został zwolniony z pracy z zakazem pracy w sektorze państwowym. Organizował kolportaż prasy podziemnej. Był inwigilowany, wielokrotnie zatrzymywany i przesłuchiwany przez Służbę Bezpieczeństwa. W grudniu 1984 wyemigrował do Norwegii, gdzie organizował pomoc dla osób represjonowanych w Polsce. 
Od 1992 jest współwłaścicielem R.T.K Sp. z o.o. z siedzibą w Elblągu. Od 1985 jest członkiem, a od 2006 przewodniczącym Towarzystwa Polsko Norweskiego w Stavanger. W tym czasie T.P.N. w Stavanger organizowało pomoc charytatywną do Polski m.in. dla Fundacji „Budzik”, Hospicjum w Elblągu, Szkoły Muzycznej w Elblągu i osób chorych potrzebujących pomocy. W 2016 za swoja działalność na rzecz Elbląga został wyróżniony przez prezydenta miasta Elbląg.
W 2011 został wyróżniony tytułem Wybitny Polak  przez Fundację Polskiego Godła Promocyjnego. W tym samym roku władze miasta Stavanger mianowały go na Przewodniczącego Wydziału do Spraw Imigracji w Stavanger.